# Acarus siro
Se procura ácaros utilizados na produção de queijos ou que os deterioram, veja Ácaro-do-queijo.
Acarus siro Linnaeus, 1758, conhecido pelo nome comum de ácaro-da-farinha, é um ácaro da família dos acarídeos que infesta cereais armazenados, farinhas e outros produtos ricos em matéria orgânica. Constitui uma séria praga em estruturas de armazenamento de cereais, sendo a espécie de ácaro mais comum entre as muitas que infestam cereais e farinhas.  A espécie é frequentemente referida como Tyroglyphus farinae, uma designação taxonomicamente obsoleta.

## Descrição
A. siro tem o corpo esbranquiçado a acinzentado, com patas e rostro rosados. Os machos medem entre 0,33 e 0,43 mm de comprimento, enquanto as fêmeas medem entre 0,36 e 0,66 mm, sendo um dos poucos ácaros que podem ser vistos a olho nu. Até à generalização da observação com microscópios e lupas na segunda metade do século XVII, era designado por tiroglifo e considerado o animal mais pequeno que existia, característica que o tornou notável.
Blaise Pascal consagra ao tiroglifo algumas das suas mais belas linhas, não hesitando em ver no minúsculo animal um reflexo inverso da infinitude do Universo (Pensées, Br. 72, Lafuma 199), Na mesma linha de pensamento escreveu mais tarde Nicolas Malebranche, enquanto Jean de La Fontaine o evoca em várias fábulas. A primeira descrição conhecida deste ácaro deve-se ao humanista provençal Nicolas-Claude Fabri de Peiresc (1580-1637).
Sendo o ácaro mais comum em alimentos, A. siro pode contaminar os produtos infestados com alérgenos e transferir microorganismos patogénicos. Os alimentos fortemente contaminados adquirem um cheiro adocicado enjoativo e um sabor que os torna impalatáveis. Quando alimentados com produtos infestados, os animais domésticos mostram apetite reduzido, diarreia, inflamação do intestino delgado e redução do crescimento.
A. siro é intencionalmente inoculado na superfície dos queijos do tipo Mimolette e Artison para melhorar o seu sabor e textura, razão pela qual a espécie é por vezes referida como ácaro-do-queijo, designação que partilha com diversas outras espécies (tanto adjuvantes no fabrico de queijos específicos, como deletérias).